# Run Run LAN!
『Run Run LAN!』（ラン・ラン・ラン）は、2009年4月から10月まで独立U局3局で放送されたアニメソング専門音楽番組である。全26回。Lantis一社提供番組。

## 概要
Lantis創立10周年を記念して放送が開始された。そのため、MCやゲストは、Lantisや関連レーベルに所属する歌手やユニット（声優ユニットも含む）である。
独立U局での放送のほか、ニコニコ生放送でも放送されていた（その直後にニコニコ動画内『Lantisちゃんねる』でも期間限定で配信されていた。（詳しくは#放送局を参照）。
また、2009年12月末には「ランティス祭りスペシャル」と題して、60分のライブイベントダイジェスト特番が放送された（地上波ではテレ玉のみ）。

## MC
- 影山ヒロノブ[3]
- 遠藤正明[3]

## レギュラーコーナー
ゲストトークコーナー
毎週ゲストを招いて繰り広げるトークコーナー(#7からはスタジオに専用セット)。
LANTimeS
所属アーティストのライブ映像を放送。
おねがいR
街頭インタビューやメールで募集された質問やお願いをゲストに答えてもらうコーナー。質問項目はSofTalk  を使用した音声合成で読み上げられる。画面に表示されている文章そのままではなく、ややフランクな言い回しにアレンジされる。
なつこおし!（#5より）
Lantisからの新譜情報を、麻生夏子が紹介する。

## 単発コーナー
NEW RELEASE（#1 - 4）
放送当時デビューしたばかりのスフィア特集。コメントやPV撮影現場などを放送
JAM Project WORLD FLIGHT 2008 No Border を振り返る（#1〜4）
JAM Projectワールドツアーの映像を放送
JAM Projectファン約50人に聞きました（#3）
JAM Projectのファンアンケート
ランティス祭り 記者会見（#9）
2009年9月26・27日に開催されるライブイベント『ランティス祭り』の製作記者会見の模様を放送
おしえて! センパイ（#17）
SKE48のメンバーが、MCの影山ヒロノブ、遠藤正明に質問する
一筆入魂（#20）
書道で師範代の資格を持つ飛蘭と影山ヒロノブが、書道で勝負する
Reyの本気!!（#25）
本気のアニソンバンドと称するReyに、テレビアニメやアニメソングに関する質問をする

## ゲスト
| 放送回 | 特集アーティスト       |
| ------ | ---------------------- |
| #1     | JAM Project            |
| #2     | JAM Project            |
| #3     | JAM Project            |
| #4     | JAM Project            |
| #5     | 平野綾                 |
| #6     | 平野綾                 |
| #7     | 麻生夏子               |
| #8     | marble                 |
| #9     | yozuca*                |
| #10    | 鈴村健一               |
| #11    | 岩田光央               |
| #12    | 新谷良子               |
| #13    | 茅原実里               |
| #14    | 栗林みな実             |
| #15    | 橋本みゆき             |
| #16    | スフィア               |
| #17    | SKE48                  |
| #18    | Little Non             |
| #19    | 美郷あき               |
| #20    | 飛蘭                   |
| #21    | 『ランティス祭り特集』 |
| #22    | 椎名へきる             |
| #23    | 妖精帝國               |
| #24    | CooRie                 |
| #25    | Rey                    |
| #26    | 『総集編』             |

## スタッフ
- 制作協力：テレビ埼玉ミュージック、U-NET
- 技術協力：ROW
- 制作：ベストフィールド
- 企画・制作著作：ランティス

## オープニングテーマ
| 使用回    | タイトル          | 歌手     |
| --------- | ----------------- | -------- |
| #1 - #8   | Set me free       | 平野綾   |
| #9 - #13  | Tomorrow's chance | 茅原実里 |
| #14 - #22 | Super Driver      | 平野綾   |
| #23 - #26 | キンモクセイ      | 小野大輔 |

## エンディングテーマ
| 使用回    | タイトル         | 歌手     |
| --------- | ---------------- | -------- |
| #1 - #8   | Future Stream    | スフィア |
| #9 - #13  | Brand New World  | 麻生夏子 |
| #14 - #22 | Super Noisy Nova | スフィア |
| #23 - #26 | Chimeric voice   | 清水愛   |

## 放送局
| 放送地域 | 放送局           | 放送期間                                                              | 放送日時                                                 | 備考                           |
| -------- | ---------------- | --------------------------------------------------------------------- | -------------------------------------------------------- | ------------------------------ |
| 神奈川県 | tvk              | 2009年4月7日 - 9月29日                                                | 火曜 26:45 - 27:15                                       |                                |
| 京都府   | KBS京都          | 2009年4月9日 - 6月25日 2009年6月25日 - 7月23日 2009年7月2日 - 10月1日 | 木曜 25:00 - 25:30 木曜 25:45 - 26:15 木曜 25:30 - 26:00 |                                |
| 埼玉県   | テレ玉           | 2009年4月10日 - 7月3日 2009年7月10日 - 7月30日 2009年8月7日 - 10月2日 | 金曜 24:30 - 25:00 金曜 25:00 - 25:30 金曜 24:30 - 25:00 |                                |
| 日本全域 | ニコニコ生放送   | 2009年5月1日 - 10月9日                                                | 金曜 19:00 - 19:30                                       |                                |
| 日本全域 | Lantisちゃんねる | 2009年5月1日 - 10月9日                                                | 金曜 19:30頃更新                                         | 1週間限定で配信 ニコニコ動画内 |
| 日本全域 | Lantis公式ページ | 2009年5月1日 -                                                        | 不定期更新                                               | YouTube内                      |